# Wladimir Baýramow
Wladimir Baýramow, ros. Владимир Караджаевич Байрамов, Władimir Karadżajewicz Bajramow (ur. 2 sierpnia 1980 w Aszchabadzie, Turkmeńska SRR) – turkmeński piłkarz, grający na pozycji napastnika. Posiada też obywatelstwo rosyjskie.

## Kariera piłkarska

### Kariera klubowa
W 1997 rozpoczął karierę piłkarską w klubie Köpetdag Aszchabad, skąd był wypożyczony do Dagdanu Aszchabad. W 1999 wyjechał do Kazachstanu, gdzie bronił barw klubów Żengys Astana i Access-Golden Grane Petropawł. Drugą połowę występował w rosyjskim Kristałłu Smoleńsk. Następnie w klubach Mietałłurg Krasnojarsk, Rubin Kazań, Terek Grozny i FK Chimki. Zimą 2009 został wypożyczony do kazachskiego Tobyłu Kostanaj. W 2011 podpisał kontrakt z Kajratem Ałmaty. W 2012 powrócił do ojczyzny, gdzie zasilił skład Ahal FK. W 2013 przeszedł do Balkanu Balkanabat, w którym zakończył karierę piłkarza.

### Kariera reprezentacyjna
W latach 2001–2013 bronił barw narodowej reprezentacji Turkmenistanu.

## Sukcesy i odznaczenia

### Sukcesy piłkarskie
Köpetdag Aszchabad
- mistrz Turkmenistanu: 1998
- zdobywca Pucharu Turkmenistanu: 1997, 1999

Access-Golden Grane Petropawł
- wicemistrz Kazachstanu: 2000
- finalista Pucharu Kazachstanu: 1999/00

Terek Grozny
- zdobywca Pucharu Rosji: 2003/04

Balkan Balkanabat
- zdobywca Pucharu Prezydenta AFC: 2013

### Sukcesy indywidualne
- król strzelców Mistrzostw Kazachstanu: 2009